# Macau Open (Squash)
Die Macau Open sind ein jährlich stattfindendes Squashturnier für Herren und Damen. Es findet in Macau statt und ist Teil der PSA World Tour und der WSA World Tour. Das Turnier wurde erstmals 2000 ausgetragen gehört aktuell zur Kategorie International 50 bei den Herren und zur Kategorie Gold 50 bei den Damen. Das Gesamtpreisgeld beträgt jeweils 50.000 US-Dollar.
Bisher konnte kein Spieler bei den Herren das Turnier mehrfach gewinnen, wenn auch mit Karim Darwish, Mohamed Elshorbagy, Ong Beng Hee, Omar Mosaad und Max Lee gleich fünf Spieler jeweils einmal das Turnier gewannen und mindestens ein weiteres Mal im Endspiel standen. Bei den Damen sind Laura Massaro und Joelle King mit je zwei Titelgewinnen Rekordsiegerinnen.

## Sieger

### Herren
| Jahr                         | Sieger             | Finalgegner        | Ergebnis                      |
| ---------------------------- | ------------------ | ------------------ | ----------------------------- |
| 2019                         | Diego Elías        | Omar Mosaad        | 11:3, 11:4, 11:9              |
| 2018                         | Yip Tsz-Fung       | Omar Mosaad        | 9:11, 6:11, 11:4, 11:5, 11:7  |
| 2017                         | Mohamed Abouelghar | Saurav Ghosal      | 11:1, 11:4, 11:4              |
| 2016                         | Daryl Selby        | Max Lee            | kampflos                      |
| 2015                         | Max Lee            | Fares Dessouki     | 11:9, 11:6, 11:0              |
| 2014                         | Tarek Momen        | Omar Mosaad        | 6:11, 11:5, 11:7, 4:11, 12:10 |
| 2013                         | Omar Mosaad        | Adrian Grant       | 11:8, 4:11, 9:11, 11:9, 11:8  |
| 2012                         | Karim Darwish      | Mohamed Elshorbagy | 9:11, 11:7, 10:12, 11:4, 11:9 |
| 2011                         | Mohamed Elshorbagy | Thierry Lincou     | 11:13, 11:5, 11:5, 11:7       |
| 2009, 2010: keine Austragung |                    |                    |                               |
| 2008                         | Grégory Gaultier   | Karim Darwish      | 11:6, 11:9, 11:5              |
| 2002−2007: keine Austragung  |                    |                    |                               |
| 2001                         | Ong Beng Hee       | Stefan Casteleyn   | 15:10, 15:11, 15:4            |
| 2000                         | Omar Elborolossy   | Ong Beng Hee       | 17:16, 15:10, 17:15           |

### Damen
| Jahr                         | Siegerin         | Finalgegnerin     | Ergebnis                     |
| ---------------------------- | ---------------- | ----------------- | ---------------------------- |
| 2019                         | Annie Au         | Low Wee Wern      | 11:5, 13:11, 11:8            |
| 2018                         | Nouran Gohar     | Salma Hany        | 11:8, 11:8, 9:11, 11:7       |
| 2017                         | Nouran Gohar     | Joelle King       | 13:11, 11:7, 12:10           |
| 2016                         | Joelle King      | Annie Au          | 5:11, 11:8, 11:3, 11:9       |
| 2015                         | Laura Massaro    | Nouran Gohar      | 11:8, 11:3, 11:9             |
| 2014                         | Nicol David      | Raneem El Weleily | 11:8, 11:2, 11:8             |
| 2013                         | Dipika Pallikal  | Rachael Grinham   | 12:10, 5:11, 11:7, 11:9      |
| 2012                         | Joelle King      | Omneya Abdel Kawy | 11:5, 11:1, 9:11, 6:11, 11:6 |
| 2011                         | Joey Chan        | Aisling Blake     | 11:6, 11:8, 11:9             |
| 2009, 2010: keine Austragung |                  |                   |                              |
| 2008                         | Suzie Pierrepont | Samantha Terán    | 11:6, 7:11, 11:9, 9:11, 11:4 |
| 2002–2007: keine Austragung  |                  |                   |                              |
| 2001                         | Carol Owens      | Stephanie Brind   | 9:5, 9:5, 9:0                |